# Crisis de la anchoveta peruana de 1972
Durante la temporada de pesca de 1972, las pesquerías peruanas que dependían en gran medida de la captura de anchovetas peruanas, una especie de anchoveta, enfrentaron una crisis en la que la población previamente abundante de anchovetas comenzó a agotarse fuertemente como resultado de la sobrepesca de temporadas anteriores y como resultado de esa fuerte corriente de El Niño del año pasado. La captura de 1972 fue significativamente menor que la de los dos años anteriores, y los años siguientes continuaron siendo significativamente menores que las capturas de 1970 y 1971. Esto resultó en un colapso importante de la industria pesquera en Perú durante la década de 1970, causando un gran impacto en la economía peruana y en la disponibilidad mundial de harina de pescado y materias primas ricas en proteínas.

## Desarrollo previo de la industria
Durante la década de 1940, la Segunda Guerra Mundial generó la necesidad y demanda de recursos alimentarios, y con el Perú visto como una fuente potencial de productos del mar, comenzaron a producirse avances en la industria pesquera. En 1941, el gobierno peruano solicitó un estudio sobre pesca y el Servicio de Pesca y Vida Silvestre de los Estados Unidos dirigió una misión. Se registró a pescadores de la costa ganando dinero vendiendo pescado a las ciudades costeras. Posteriormente, en 1943, el gobierno peruano estableció el Departamento de Pesca bajo la dirección del Secretario de Agricultura para supervisar la industria pesquera. También comenzaron a formarse gremios, que iban desde una docena hasta más de miles de miembros. Las empresas californianas que comenzaron a cerrar cuando las operaciones se volvieron demasiado costosas para continuar comenzaron a vender sus equipos en 1947 a empresas peruanas, creando efectivamente la industria de harina de pescado en Perú.
La década de 1950 estuvo dominada en gran medida por la producción de harina de pescado, ya que se convirtió en el subproducto más rentable de la industria y aumentó la demanda mundial de harina alimenticia como alimento para el ganado; La tecnología pesquera también mejoró mucho. Por ejemplo, la introducción de redes de nailon en 1956, que ayudó a reducir los costos a largo plazo y atraer a muchos inversores. Durante la década de 1960, la industria siguió creciendo enormemente, llegando a producir 12 millones de toneladas de anchoas. En 1970 se capturaron 12,4 millones de toneladas de anchoas, lo que supone un récord mundial; la captura fue mayor que la de toda Europa occidental y el doble que la de América del Norte. El Perú se había convertido en el mayor productor de harina de pescado del mundo. En 1970, un promedio del 42%, hasta el 47%, del capital de la industria era propiedad principalmente de corporaciones norteamericanas. El grupo más grande era Banchero Rossi, propiedad de Luis Banchero Rossi, responsable de alrededor del 17% de la producción total de harina de pescado de la industria. En 1971 se produjeron otras 10,3 millones de toneladas, algo menos que el año pasado pero todavía una cantidad enorme; las inversiones financieras parecían estar dando sus frutos.

## La crisis

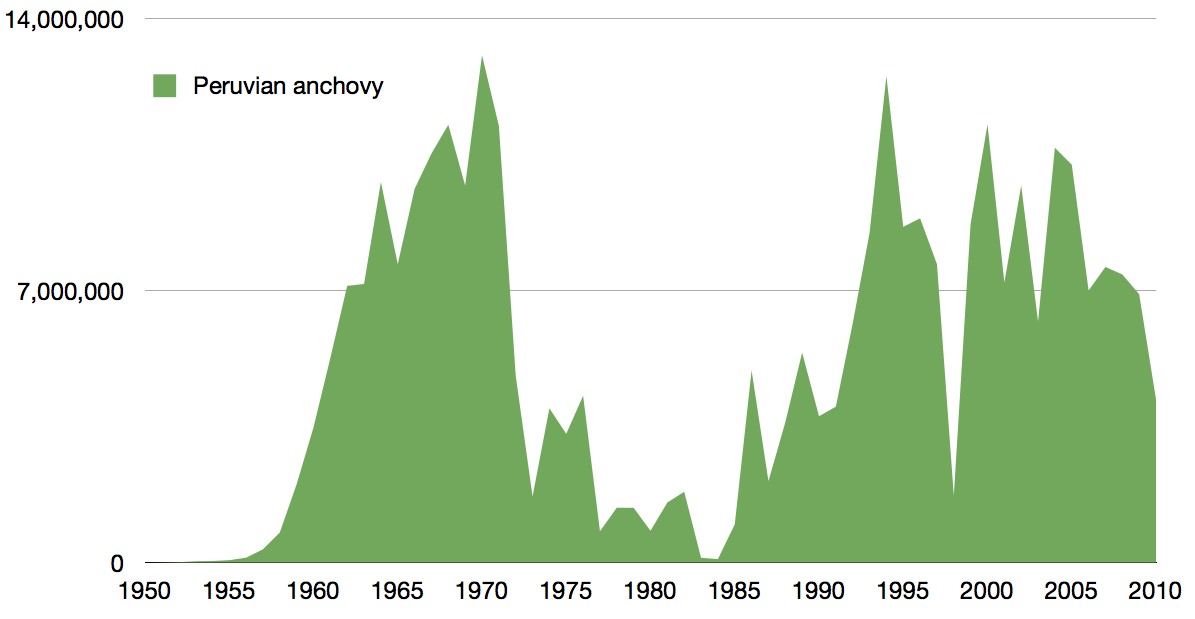
Captura global de anchoveta peruana. Se muestra la drástica crisis de 1972.

Al principio se esperaba que la temporada de 1972 fuera tan grandiosa como lo habían sido los años anteriores. Sin embargo, en la primavera de 1972 se inició un episodio de El Niño, y algunas estimaciones de su inicio oscilan entre febrero y abril. Las anchovetas peruanas empezaron a desaparecer y a extinguirse, y los pescadores capturaban cada vez menos pescado. Los dos primeros meses de 1972 se consideraron como temporada de veda y, en mayo, casi las tres cuartas partes de todos los barcos pesqueros regresaban con poca o ninguna captura. En junio, la CIA informó que la captura era sólo el 10% de lo normal. En septiembre de 1972, el Ministerio de Pesquería (establecido anteriormente en 1968 por la dictadura militar, encabezado por Javier Tantaleán Vanini) declaró que la industria de la harina de pescado se enfrentaba a la peor crisis que jamás haya afrontado. La temporada cerró con sólo una captura de 4,4 millones de toneladas, significativamente menos que las dos capturas anteriores en 1970 y 1971. Inicialmente, aunque se consideró que el año fue un fracaso en las capturas, las exportaciones de harina de pescado no se vieron afectadas en gran medida en 1972, ya que las existencias del año pasado aún podían utilizarse, con posibles ganancias estimadas en alrededor de 270 millones de dólares de las exportaciones. Aunque las exportaciones de harina de pescado quedaron a la zaga del evento actual y todavía se mantuvieron relativamente altas, las escasas capturas en 1972 todavía significaron que la nueva producción de harina de pescado se vio fuertemente afectada, cayendo a 897 000 toneladas.

## Efectos

### En el Perú
El colapso de la industria pesquera provocó inmensos efectos negativos en la economía peruana. El gobierno peruano otorgó préstamos a la industria para mantenerla a flote; sin embargo, el empeoramiento de la situación hizo que estos préstamos fueran difíciles de pagar, lo que generó deuda, lo que a su vez afectó negativamente a la economía nacional. En mayo de 1973, la industria de harina de pescado, compuesta por 85 empresas, fue nacionalizada y expropiada por el gobierno peruano, y se estableció una corporación estatal, Pesca Perú, para hacerse cargo de la producción y los activos que anteriormente habían sido de propiedad privada. Esto se debió a la gran deuda, más de 200 millones de dólares, que las empresas habían acumulado con los bancos estatales.

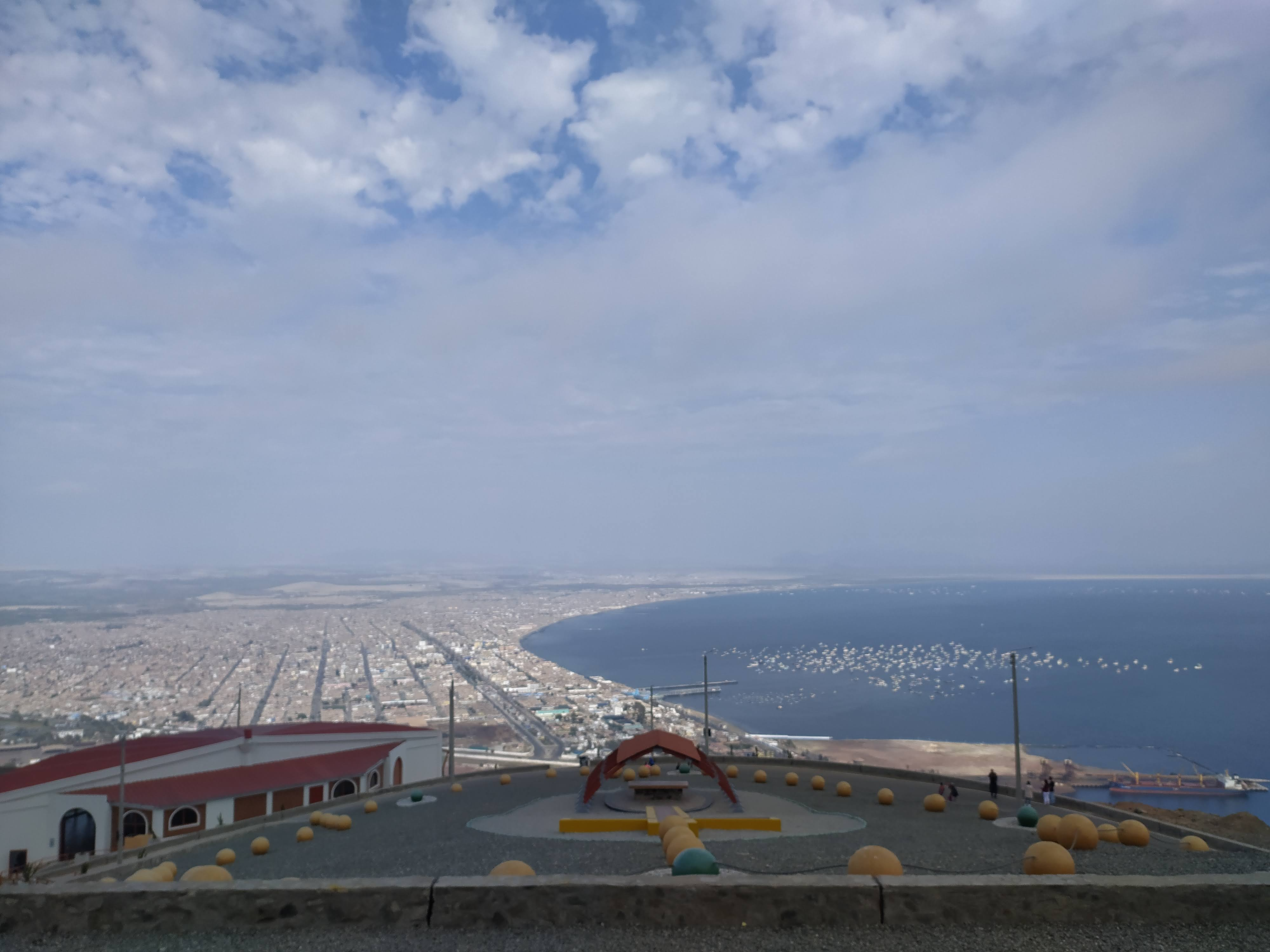
Vista de la ciudad de Chimbote, donde el gobierno militar reprimió las manifestaciones causadas por la crisis.

El desempleo en la industria también aumentó en gran medida después de la crisis, mientras que el trabajo de pesca artesanal también aumentó, ya que los pescadores recurrieron al pescado fresco que podría utilizarse para el consumo humano. En 1967, alrededor de 22,4 mil pescadores estaban empleados en la industria de la anchoa, pero en 1972, sólo alrededor de 19,1 mil estaban empleados; el número de pescadores que pescaban para alimentarse aumentó de aproximadamente 13,2 mil en 1967 a 26,6 mil en 1972. Este alto desempleo también provocó un empeoramiento del nivel de vida de los pescadores, que formaban parte de la clase trabajadora. Como resultado, surgieron levantamientos militantes, protestas y huelgas, sobre todo en Chimbote en 1973, a lo que se hace referencia en gran medida como el "Chimbotazo".
La industria del guano en Perú también se vio muy afectada por el colapso. Debido a que las anchovetas eran la principal fuente de alimento de las aves, cuando las anchovetas desaparecieron y murieron, las aves también comenzaron a morir o comenzaron a trasladarse a otros lugares por falta de alimento. Cuando esto ocurrió, significó que se producía menos excremento, por lo que la cosecha para la industria del guano también disminuyó, y esto significó menos fertilizante para los agricultores peruanos. En la década de 1950, la población de aves guaneras era de unos 45 millones y la cosecha de guano era de unas 330 000 toneladas; sin embargo, en 1970, las poblaciones eran sólo de unos 6 millones y la cosecha se desplomó significativamente, a unas 50 000 toneladas.

### A nivel mundial
En los años posteriores a la crisis, los precios de la harina y del aceite de pescado aumentaron rápidamente. A lo largo de la década de 1960, el precio se mantuvo relativamente estable, alrededor de 100 dólares por tonelada para la harina de pescado y entre 70 y 171 dólares por tonelada para el aceite de pescado. Sin embargo, a partir de 1973, los precios se dispararon hasta duplicar sus precios originales. El precio de la harina de pescado en 1973 era de 385 USD/tonelada y el precio del aceite de pescado era de 278 USD/tonelada. Los precios de la harina de pescado continuaron extremadamente altos durante los años setenta y principios de los ochenta, alcanzando un máximo de 451 dólares por tonelada en 1981. Los precios del aceite de pescado se mantuvieron volátiles y altos durante todo el decenio de 1970, aunque disminuyeron a los precios anteriores a la crisis en 1981, alcanzando un máximo de 706 USD/tonelada en 1977.
Como resultado del aumento vertiginoso de los precios y la escasa oferta, la gente empezó a recurrir a otras fuentes de proteínas para alimentar al ganado. En particular, la harina de soja fue la alternativa a la que la mayoría recurrió como sustituto. Como resultado, los precios de la harina de soja también se dispararon debido al aumento de la demanda, y la posibilidad de una crisis mundial tuvo que aliviarse mediante un embargo estadounidense y mediante inversiones japonesas en los campos de soja de América del Sur. El fracaso de la captura también intensificó los efectos del "Gran Robo de Granos", porque la falta de granos y semillas oleaginosas llevó a una mayor demanda de alternativas, especialmente de fuentes de proteínas, pero luego toda esa demanda fue empujada a la harina de soja después de la captura de anchoveta fracasara. Los precios de la carne también aumentaron como resultado de la escasez de harina de pescado y de soja.

## Causas
Cuando se produjo la crisis por primera vez, se atribuyó en gran medida al episodio de El Niño de 1972-1973 la causa de la caída de la población de anchoveta, lo que a su vez provocó la menor captura en 1972. Sin embargo, aunque contribuyó a provocar el colapso de la población, los últimos tiempos y las investigaciones han descubierto que la sobrepesca también fue una causa importante de la crisis. Antes del colapso, la cuota de pesca de aproximadamente 9,5 millones de toneladas establecida tanto por el gobierno peruano como recomendada por los científicos fue en gran medida ignorada y superada en millones de toneladas. Esto debilitó y disminuyó continuamente las poblaciones de anchoveta, lo que provocó que los peces fueran menos capaces de sobrevivir cuando las condiciones del océano se calentaron debido a El Niño. Las aguas cálidas significaron menos alimento disponible para las anchovetas, por lo que comenzaron a morir de hambre, lo que afectó a la población y, a su vez, provocó que la pesquería produjera menos anchovetas.
También se ha señalado la gran dependencia de la industria pesquera como un problema que contribuyó directamente a la intensidad de los efectos del colapso en la economía peruana. Para 1968, la economía del Perú y su estabilidad dependían tanto de la industria pesquera que el futuro de la nación prácticamente dependía de la industria y su crecimiento continuo. En 1970, alrededor de un tercio de los ingresos por exportaciones del Perú procedían de productos pesqueros como harina y aceite de pescado.